# Luís Sílvio
Luís Sílvio Danuello (Júlio Mesquita, 28 gennaio 1960) è un ex calciatore brasiliano, di ruolo centrocampista.

## Biografia
Dal matrimonio con Jane, laureata in scienze della comunicazione, è divenuto padre di Amanda e Lucas.
Abbandonate le scene calcistiche, collaborò coi propri genitori nella pasticceria di proprietà investendo poi i proventi della carriera nel settore industriale.

## Caratteristiche tecniche
Ala destra specializzata nei traversoni e veloce nello scatto — con dati che ne indicavano la copertura dei 100 metri in appena 11" — mancò di affermarsi durante l'esperienza nel campionato italiano anche per via dello schieramento nel ruolo di punta centrale.

## Carriera
Dopo gli inizi in patria, durante i quali vestì le maglie di Palmeiras e Botafogo di Ribeirão Preto, nell'estate 1980 fu acquistato dalla Pistoiese neopromossa in Serie A nonché esordiente nella massima categoria: al suo approdo in Italia concorse la riapertura delle frontiere decisa in quelle settimane dalla Federazione dopo un blocco aperto nel 1966.
Debuttò il 14 settembre 1980 nell'incontro perso di misura sul campo del Torino, conoscendo già in autunno la relegazione in panchina. Il precoce accantonamento da parte della squadra toscana, che aveva compiuto un esborso pari a 170 milioni di lire per il tesseramento, trovò giustificazione nel profilo tattico del ventenne, ingaggiato nell'erronea ottica di essere un centravanti: destituito dall'abituale collocazione di ala destra, egli non si rivelò propenso a vestire i panni di attaccante.
Il fugace capitolo italiano della sua carriera registrò appena 431' giocati, cui aggiungere una presenza in Coppa Italia: l'ultima apparizione in campo si verificò il 29 marzo 1981 nella trasferta di Perugia, conclusa col rotondo successo degli umbri.
Archiviata dunque l'esperienza arancione dopo un solo anno (conclusa con la retrocessione in B della squadra), fece ritorno in Brasile per giocare in diverse squadre del massimo campionato, di prima e seconda divisione per poi appendere le scarpe al chiodo nel 1990, dopo aver giocato per il Rio Branco di San Paolo.

## Cultura di massa
L'anonimo passaggio nel panorama calcistico europeo suscitò dubbi alimentati dalla stampa circa la sua effettiva professione agonistica, cui fecero seguito notizie che ne indicavano l'appartenenza al settore alimentare o financo al cinema pornografico: una personale smentita giunse solamente nel 2007 con un'intervista da lui rilasciata alla Gazzetta dello Sport. Si trattavano solo di false dicerie.
Tradito dalla scarsa comprensione della lingua italiana, nel primo contatto coi dirigenti della Pistoiese (avvenuto nell'agosto 1980 dopo il suo atterraggio a Fiumicino) fraintese infatti il termine «punta» (sinonimo di attaccante) col portoghese «ponta» che identifica invece un'ala, dando così ad intendere di essere un centrattacco anziché un laterale: sbrogliato quindi l'equivoco tattico di cui era risultato suo malgrado protagonista, negò inoltre voci secondo le quali il Ponte Preta avesse falsato una partita per esaltarne le doti e catturare l'interesse degli osservatori italiani.
Assurto nell'immaginario collettivo a storico «abbaglio di mercato» della Serie A, fornì l'ispirazione per il personaggio di Aristoteles (interpretato da Urs Althaus) comparso nel film L'allenatore nel pallone. Luís fece una onesta carriera di calciatore cui pose fine ad inizio anni novanta per intraprendere la professione di ristoratore assieme alla sua famiglia.